# Hải Châu (phường)
Hải Châu  là một phường thuộc thành phố Đà Nẵng, Việt Nam.

## Địa lý
Phường Hải Châu có vị trí địa lý:
- Phía đông giáp quận Sơn Trà
- Phía tây giáp quận Thanh Khê
- Phía nam giáp phường Phước Ninh
- Phía bắc giáp phường Thạch Thang.

Phường Hải Châu có diện tích 1,31 km², dân số năm 2023 là 35.021 người, mật độ dân số đạt 26.733 người/km².

## Lịch sử
Ngày 24 tháng 10 năm 2024, Ủy ban Thường vụ Quốc hội ban hành Nghị quyết số 1251/NQ-UBTVQH15 về việc sắp xếp đơn vị hành chính cấp huyện, cấp xã của thành phố Đà Nẵng giai đoạn 2023 – 2025 (nghị quyết có hiệu lực từ ngày 1 tháng 1 năm 2025). Theo đó, thành lập phường Hải Châu thuộc quận Hải Châu trên cơ sở toàn bộ 0,95 km² diện tích tự nhiên, quy mô dân số là 18.146 người của phường Hải Châu I và toàn bộ 0,36 km² diện tích tự nhiên, quy mô dân số 16.875 người của phường Hải Châu II.
Phường Hải Châu có 1,31 km² diện tích tự nhiên và quy mô dân số là 35.021 người.